# Capilla de la Magdalena (Llanes)
La capilla de la Magdalena está situada en la plaza del mismo nombre en la localidad asturiana de Llanes, en el concejo del mismo nombre.
La iglesia está construida sobre otra anterior del siglo XIII que ejercía de iglesia parroquial.
La iglesia actual ha sido reformada en varias ocasiones manteniendo de la primitiva fundación una única nave y una puerta de arco apuntado.
- Datos: Q5035381